# Appedesis
Appedesis is een geslacht van kevers uit de familie van de boktorren (Cerambycidae). De wetenschappelijke naam van het geslacht werd in 1880 gepubliceerd door Charles Owen Waterhouse.

## Soorten
- Appedesis andringitrensis Villiers, Quentin & Vives, 2011
- Appedesis vidua Waterhouse, 1880